# Egberto Rodrigues
Egberto de Paula Pessoa Rodrigues (Fortaleza, 3 de março de 1908 — Fortaleza, 3 de maio de 1964) foi um político brasileiro. Exerceu o mandato de deputado federal constituinte pelo Ceará em 1946.